# کفرنبرخ
کفرنبرخ (به عربی: كفرنبرخ) یک منطقهٔ مسکونی در لبنان است که در شهرستان شوف واقع شده‌است.
 کفرنبرخ   ۱٬۰۱۰ متر بالاتر از سطح دریا واقع شده‌است.